# Exocelis reedi
Exocelis reedi är en plattmaskart som beskrevs av Hooge och Tyler 2008. Exocelis reedi ingår i släktet Exocelis och familjen Haploposthiidae. Inga underarter finns listade i Catalogue of Life.